# 21949 Tatulian
21949 Tatulian è un asteroide della fascia principale. Scoperto nel 1999, presenta un'orbita caratterizzata da un semiasse maggiore pari a 2,7144140 UA e da un'eccentricità di 0,1237343, inclinata di 3,36540° rispetto all'eclittica.